# Giulio Andrea Marchesini
Giulio Andrea Marchesini (Casape, 26 luglio 1889 – Roma, 27 aprile 1963) è stato un compositore e militare italiano.

## Biografia
Nacque il 26 luglio 1889 nel borgo di Casape, non lontano da Roma, da padre maestro e madre casalinga. Marchesini studiò con Carlo Mannelli presso l'Accademia Nazionale di Santa Cecilia di Roma e si diplomò in composizione, poi si specializzò in direzione d'orchestra presso il Conservatorio "Giuseppe Verdi" di Milano. È stato il primo direttore dei 70 musicisti che costituivano la Banda del Corpo delle Guardie di Sicurezza Pubblica (in seguito Banda musicale della Polizia di Stato), fondata nel 1928, per la quale scrisse la marcia Giocondità, che divenne la Marcia d'Ordinanza del Corpo delle Guardie di Pubblica Sicurezza. La marcia Giocondità viene sempre eseguita in occasione:
- della festa della Polizia di Stato
- del concerto in onore del santo patrono (san Michele Arcangelo)
- della parata militare della Festa della Repubblica
- del giuramento dei nuovi agenti

In genere viene eseguita anche in quelle occasioni ufficiali cui sia presente la banda del Corpo e cui la Polizia di Stato sia istituzionalmente invitata, inoltre apre e chiude le processioni, in programma il 19 febbraio, la domenica successiva al 26 febbraio, l'ultima domenica di agosto e la prima di settembre di ogni anno, in onore di san Corrado Confalonieri, che si svolgono a Noto, in Sicilia.
Marchesini fu musicista di grande sensibilità anche nei suoi numerosi arrangiamenti di musica classica per banda; pose speciale attenzione alle questioni tecniche e strumentali e introdusse i contrabbassi nella banda, dandole così l'impronta di un'orchestra sinfonica. Fu direttore della Banda musicale della Polizia di Stato fino al 1957, anno in cui venne sostituito dal maestro Antonio Fuselli. Si ritirò a Macerata, dove fondò la "Banda Marchesini" che diresse fino alla sua morte, il 27 aprile 1963.
Compose oltre 100 opere per banda, di cui 30 marce militari, nove marce sinfoniche o trionfali, tre Overtures, quattro pezzi lirici per pianoforte, sei danze e intermezzi e trascrizioni di numerose opere sinfoniche.

## Composizioni

### Composizioni per banda
- 1928 Giocondità, marcia d'ordinanza della Polizia di Stato
- 1933 L'Italiana in Oriente, intermezzo
- 1938 Gondar, marcetta
- 1952 Sommergibili, impressione sinfonica
- 1952 Vannita, marcia spagnola
- 1953 Danza negra
- 1953 Graziella
- 1953 Latina, marcia
- 1953 Libera, marcia
- 1953 Polonaise, Concerto per tromba (o flicorno) e banda
- 1953 Ronda orientale, intermezzo
- 1954 Armonie della foresta, marcia sinfonica
- 1954 Gaia
- 1954 Officine: Pullegge, Magli e canti, impressione sinfonica
- 1955 Carnevale Goliardico, impressione sinfonica
- 1955 Idillio, preludio sinfonico
- 1955 Nuccia, marcia
- 1955 Sogno d'Autunno, marcia sinfonica
- 1955 Urbe, marcia sinfonica
- 1961 Armonie dell'Ottocento, marcia sinfonica
- Allegri sportivi, marcia
- Briosa, marcia
- Burlesca
- Carri armati, poema sinfonico
- Goliardica, marcia
- Littoria, marcia
- Oriente, marcia sinfonica
- Ouverture in Sib - Ouverture 1929
- Preludio in Fa maggiore
- Radiosa, marcia sinfonica
- Sabaudia, marcia
- Salve Roma, marcia sinfonica
- Verde Cimino, marcia sinfonica